# Горан Димитријевић
Горан Димитријевић (Крагујевац, 1969) српски је радијски и телевизијски водитељ, новинар, спикер и преводилац.

## Биографија
Дипломирао је англистику на Филолошком факултету у Београду.
Водитељску каријеру је започео 1994. на Радију Б92. За време демонстрација против режима Слободана Милошевића 1996/1997, био је међу покретачима вести Б92 на Интернету, као и верзије сајта Б92 на енглеском језику, коју је у то време свакодневно цитирало више од 100 светских медија. Када је 2001. године основана телевизија Б92, придружио се том тиму.
Током 17 година рада на телевизији Б92, постао је један од најпознатијих водитеља вести, најчешће у пару са Живаном Шапоњом Илић. Давао је глас и Би-Би-Сијевим документарцима, које је преводио, адаптирао и синхронизовао. Поред тога, био је наратор и у истраживачким серијалима о организованом криминалу и корупцији "Инсајдер" Бранкице Станковић и другим садржајима ове куће. Од 2005. године ради искључиво као телевизијски новинар и водитељ, а главно интересовање му је спољна политика.
Б92 напушта у марту 2017. и прелази на Прву, где почиње води вести заједно са Аном Митић. Како и сам наводи у интервјуима, ова промена није била велика. Б92 и Прва су тада већ имале интегрисану информативну редакцију, јер су обе телевизије биле у власништву грчке Антена групе.
На Првој се задржао до маја 2020, када је на позив Слободана Георгиева, директора Newsmax Adria за Србију, постао заштитно лице будућег кабловског канала у власништву предузећа Јунајтед медија. Од јуна 2020. je уредник и водитељ емисије Newsmax Adria Преглед дана, која се емитује на Новој. Тај канал није покренут и сарадња са мрежом Newsmax је прекинута. Од 1. октобра 2022. Димитријевић води Дневник Нове.
Превео је више књига, телевизијских серија и филмова са енглеског говорног подручја. У његовом преводу објављени су романи "Земља смеха" Џонатана Керола, "Дипломац" Чарлса Веба, као и аналитичке књиге "Мекмафија" Мише Гленија и "Суочавање с прошлошћу". Преводи и текстове за српско издање часописа "Национална географија".